# 永田恒治
永田 恒治（ながた つねはる、1936年8月8日 - 2016年3月28日）は、日本の弁護士。松本サリン事件において、事件の第一通報者で、一時は事実上の容疑をかけられる状態にあった河野義行を、弁護士として支援したことで知られる。

## 経歴
長野県東筑摩郡山形村出身。
東京大学法学部卒業。当初は官僚を目指していたが、60年安保闘争の中で、向坂逸郎の指導下で政治運動に関わり、公安条例違反での逮捕も経験した。30歳を過ぎてから弁護士を志し、1972年に弁護士登録して、松本市で弁護士事務所を開業し、1991年から1992年にかけては長野県弁護士会の会長も務めた。
松本サリン事件の際には、警察が、被疑者不詳のまま河野宅を家宅捜索し、さらに河野に長時間の事情聴取を行なったこと、また、マスコミが河野を犯人同然に扱う報道を展開したことを厳しく批判し、河野の人権擁護と、後の名誉回復に尽力した。
永田は行政を相手取った訴訟なども手がけた。1996年には、長野県の住民たちが、長野県東京事務所などが支出した食糧費がいわゆる「官官接待」にあたる違法な支出だとして、吉村午良知事に支出の返還を求めた行政訴訟を担い、1999年に和解に至った。
2006年長野県知事選挙の際には、長野県政連絡協議会の代表幹事として、現職の田中康夫知事への対抗馬として、当時は総務省の官僚であった務台俊介の擁立に動いたが果たせず、代わって村井仁を出馬させ、村井の県知事当選後は後援会の副会長のひとりとなった。
　